# Игрите на глада (филм)
„Игрите на глада“ (на английски: The Hunger Games) е американски филм от 2012 г. на режисьора Гари Рос, базиран на едноименния роман на Сюзан Колинс.

## Актьорски състав
| Актьор            | Роля                      |
| ----------------- | ------------------------- |
| Дженифър Лорънс   | Катнис Евърдийн           |
| Джош Хъчърсън     | Пийта Меларк              |
| Лиам Хемсуърт     | Гейл Хоторн               |
| Уди Харелсън      | Хеймич Абърнати           |
| Елизабет Банкс    | Ефи Тринкет               |
| Лени Кравиц       | Цина                      |
| Стенли Тучи       | Цезар Фликърман           |
| Доналд Съдърланд  | президент Кориоланъс Сноу |
| Уес Бентли        | Сенека Крейн              |
| Тоби Джоунс       | Клодиъс Темпълсмит        |
| Александър Лудвиг | Катон                     |
| Изабел Фурман     | Клоув                     |
| Амандла Стенбърг  | Ру                        |

## Награди и номинации
| Награда            | Категория                                    | Номиниран(и)                                 | Резултат  |
| ------------------ | -------------------------------------------- | -------------------------------------------- | --------- |
| Златен глобус      | Най-добра оригинална песен                   | „Safe & Sound“                               | номинация |
| Сатурн             | Най-добра актриса                            | Дженифър Лорънс                              | награда   |
| Сатурн             | Най-добър научнофантастичен филм             | Най-добър научнофантастичен филм             | номинация |
| Награда „Хюго“     | Най-добро сценично представяне (дълга форма) | Най-добро сценично представяне (дълга форма) | номинация |
| Награда „Бредбъри“ | Награда „Бредбъри“                           | Гари Рос, Сюзан Колинс и Били Рей            | номинация |